# 西袋
西袋（にしぶくろ）は、埼玉県八潮市の大字。郵便番号は340-0833

## 地理
八潮市西部の沖積平野に位置する。綾瀬川が地区のほぼ中央を南北にまた、地区の西側を伝右川が綾瀬川に向かって南北から東西に流れている。比較的東西に長い地形であり、東は中央、八潮、西は伝右川を挟み草加市吉町、瀬崎、南は大曽根と東京都足立区花畑、北は柳之宮、上馬場と草加市手代と隣接している。地内は地区の西側となる綾瀬川の右岸側では工場が多く立ち並ぶ。地区の東側では1996年（平成8年）から土地区画整理事業が行われている。戸建ての住宅地の他、農地も見られる。

また、埼玉県道54号松戸草加線が地区を東西に、埼玉県道115号越谷八潮線が地区の東側を南北に通っている。

## 由来
足立郡の西の方（現在の草加市側）へ袋状に突き出していることに因むといわれている。

## 歴史
もとは江戸期より存在した武蔵国埼玉郡八条領に属する西袋村であった。古くは西袋新田と称される柳之宮村の新田で、1627年（寛永4年）に分村したという。

### 沿革
- はじめは幕府領で以降変遷なし[7]。なお、検地は1627年（寛永4年）および1695年（元禄8年）に実施。
- 1727年（寛永 4年） - 蛇行して流れる綾瀬川の改修が行われ、川の流路が村を二分される位置に変更される。なお、同年に検地を実施[7]。
- 幕末の時点では埼玉郡に属し、明治初年の『旧高旧領取調帳』の記載によると、代官佐々井半十郎支配所が管轄する幕府領であった[8]。
- 1868年（慶応4年）6月19日 - 幕府領が武蔵知県事・山田政則（忍藩士）の管轄となる。
- 1869年（明治2年）1月13日 - 武蔵知県事・河瀬秀治の管轄区域に小菅県を設置、小菅県の管轄となる。県庁は葛飾郡小菅村に置かれる。
- 1871年（明治4年）11月14日 - 太政官布告第594により小菅県を廃止。埼玉県の管轄となる。
- 1879年（明治12年）3月17日 - 郡区町村編制法により成立した南埼玉郡に属す。郡役所は岩槻町に設置。
- 1889年（明治22年）4月1日 - 町村制施行に伴ない、南埼玉郡上馬場村、中馬場村、大原村、浮塚村、柳之宮村、大曾根村、南後谷村と合併し、南埼玉郡八幡村が成立、西袋村は八幡村の大字西袋となる。
- 1956年（昭和31年）9月28日 - 八條村、潮止村と合併し、南埼玉郡八潮村が成立。八潮村の大字となる。
- 1964年（昭和39年）10月1日 - 町制施行により、南埼玉郡八潮町の大字となる。
- 1972年（昭和47年）1月15日 - 市制施行により、八潮市の大字となる。
- 1982年（昭和57年）10月2日 - 八潮第一土地区画整理事業の完成に伴い町名および地番が変更され、事業区域内にあった地区の一部（字川東）が八潮市中央四丁目となる。
- 1986年（昭和61年）10月4日 - 八潮第二土地区画整理事業の完成に伴い町名および地番が変更され、事業区域内にあった地区の一部（字川東）が八潮市八潮八丁目となる。

## 世帯数と人口
2020年（令和2年）11月1日現在の世帯数と人口は以下の通りである。
| 大字 | 世帯数  | 人口    |
| ---- | ------- | ------- |
| 西袋 | 986世帯 | 2,044人 |

## 小・中学校の学区
市立小・中学校に通う場合、学区は以下の通りとなる。
| 番地 | 小学校             | 中学校             |
| ---- | ------------------ | ------------------ |
| 全域 | 八潮市立八幡小学校 | 八潮市立八幡中学校 |

## 交通
地内に鉄道は敷設されていない。

### 道路
- 千葉県道・東京都道・埼玉県道54号松戸草加線
  - 柳之宮橋
- 埼玉県道115号越谷八潮線（産業道路）
- 記念体育館通り

## 施設
- 西袋陣屋公園 - 西袋陣屋跡が園内にある
- 八潮幼稚園
- 公民館西袋分館 - 蓮花寺の境内に所在
- 東京電力パワーグリッド西袋変電所
- 真言宗 蓮花寺
- 西袋排水機場
- 西袋幼児公園